# Patientenvertretung
Patientenvertretung bezeichnet die organisierte Interessenvertretung der Patienten im Gesundheitswesen. In Deutschland ist meistens die Patientenbeteiligung im Gemeinsamen Bundesausschuss gemeint. Sie findet aber auch auf Länderebene und in der Pflege statt.

## Geschichtlicher Hintergrund
Seit den 80er Jahren gab es erste Bestrebungen vom paternalistischen Gesundheitswesen mit „Halbgöttern in Weiß“ zu einer Mitwirkung mündiger Patienten zu kommen. Mit dem GKV-Modernisierungsgesetz wurde diese Idee auf die Selbstverwaltung im Gesundheitswesen ausgeweitet. Zuvor durften die Patientenverbände bereits Stellungnahmen abgeben, nun wurden sie aktiv an den Verhandlungen beteiligt. Der neue Paragraf 140f des Sozialgesetzbuches, fünftes Buch (SGB V) sieht diese Beteiligung im Gemeinsamen Bundesausschuss und in den relevanten Gremien auf Landesebene (§§ 90, 96, 97, 101 SGB V) vor.
Die Patientenvertreter sollen bei den Entscheidungen für mehr Transparenz und Patientenorientierung sorgen, einschließlich der Berücksichtigung von Aspekten der Lebensqualität sowie der Beachtung alters-, geschlechts- und lebenslagenspezifischer Belange der Patienten.
Mit dem GKV-Wettbewerbsstärkungsgesetz wurde der Patientenvertretung methodische und juristische Unterstützung zugestanden. Die Stabsstelle Patientenbeteiligung im G-BA nahm im April 2008 ihre Arbeit auf.
Als 2012 das gemeinsame Landesgremium (§ 90a SGB V) eingeführt wurde, wurde die Patientenbeteiligung darauf erweitert. 2012 wurde auch die Beteiligung in der Pflege eingeführt. Die erste Sitzung mit Patientenvertretern in diesem Bereich fand im April 2013 statt.

## Patientenverbände
Bei der Auswahl der beteiligten Verbände sind zwei Kriterien zentral: erstens die Unabhängigkeit von anderen Interessen im Gesundheitswesen (z. B. Krankenkassen oder Pharmafirmen) und zweitens die Vielfalt der Patienten.
Die Patientenbeteiligung im Gesundheitswesen wurde mit der Patientenbeteiligungsverordnung konkretisiert. Dort sind vier Verbände genannt, die „maßgeblichen Organisationen“. Das sind:
- Bundesarbeitsgemeinschaft der PatientInnenstellen und -Initiativen
- Deutscher Behindertenrat
- Deutsche Arbeitsgemeinschaft Selbsthilfegruppen
- Verbraucherzentrale Bundesverband

Der Deutsche Behindertenrat wird im G-BA durch folgende Organisationen vertreten:
- Sozialverband Deutschland
- Sozialverband VdK Deutschland
- BAG Selbsthilfe
- Interessenvertretung Selbstbestimmt Leben in Deutschland e.V
- Forum Chronisch Kranker im Paritätischen

Die Beteiligung in der Pflege wurde analog durch die Pflegebedürftigtenbeteiligungsverordnung umgesetzt. Hier wurden sechs Verbände benannt:
- Sozialverband Vdk Deutschland
- Sozialverband Deutschland
- BAG Selbsthilfe
- Interessenvertretung Selbstbestimmt Leben
- Bundesarbeitsgemeinschaft der Seniorenorganisationen
- Verbraucherzentrale Bundesverband

## Patientenbeteiligung im Gemeinsamen Bundesausschuss
Seit 2004 nehmen an den Verhandlungen der Selbstverwaltung im Rahmen des Gemeinsamen Bundesausschusses auch Patientenvertreter teil (§ 140f SGB V). Patientenvertreter sind einerseits Betroffene aus den jeweiligen Selbsthilfegruppen und andererseits Patientenberater. Diese Organisationen bilden mit den in ihnen vertretenen Mitgliedern die Vielschichtigkeit der Patienten- und Selbsthilfeorganisationen ab.
Patientenvertreter im G-BA haben ein Mitberatungs- und Antragsrecht, aber kein Stimmrecht.

## Patientenvertretung auf Länderebene
Auf der Länderebene sind Patientenvertreter in mehreren Gremien beteiligt. Im Landesausschuss (§ 90 SGB V), Zulassungsausschuss (§ 96 SGB V) und im Berufungsausschuss (§ 97 SGB V). Wenn ein Bundesland ein Gemeinsames Landesgremium nach § 90a SGB V zur Steuerung sektorenübergreifender Versorgung einsetzt, sind hier auch Patientenvertreter zu beteiligen.

## Patientenvertretung in der Pflege
Seit 2013 dürfen Pflegebedürftigenvertreter auch in der Selbstverwaltung der Pflege mit beraten (§ 118 SGB XI, Pflegebedürftigenbeteiligungsverordnung – PfleBeteiligungsV). Die relevanten Verhandlungen finden zwischen dem Spitzenverband Bund der Pflegekassen, der Bundesarbeitsgemeinschaft der überörtlichen Träger der Sozialhilfe, der Bundesvereinigung der kommunalen Spitzenverbände und der Vereinigungen der Träger der Pflegeeinrichtungen auf Bundesebene statt. Ein festes Gremium wie den G-BA in der Gesundheit gibt es nicht.